# Austin Reaves
Austin Tyler Reaves (* 29. Mai 1998 in Newark, Arkansas) ist ein US-amerikanisch-deutscher Profi-Basketballspieler, der aktuell bei den Los Angeles Lakers unter Vertrag steht und auf der Position des Shooting Guards spielt.

## Highschool
Reaves besuchte die Cedar Ridge Highschool in Newark, Arkansas, wo er in seinen ersten beiden Jahren zweimal den Titel gewann.
Zu seinen herausragenden Leistungen während seiner Highschoolzeit zählen das Erreichen von 73 Punkten während eines Sieges nach dreifacher Verlängerung und die Auszeichnung als MVP eines Jugendturniers mit einem Punkteschnitt von 43,3 Punkten in vier Spielen.
In seinem Seniorjahr erzielte er durchschnittlich 32,5 Punkte, 8,8 Rebounds und 5,1 Assists pro Spiel und führte sein Team erneut zum Titel.

## College

### Wichita State (2016–2018)
Das Freshman-Jahr seiner Collegezeit war von Verletzungen geprägt und gipfelte in zwei Operationen, wo Labrumrisse in beiden Schultern behoben wurden. Dies führte dazu, dass er vorerst nur Reservespieler in seinem Team war.
Im zweiten Jahr avancierte er zu einem soliden Drei-Punkte-Schützen mit einer beispielhaften Bestleistung von sieben Dreiern in einer Halbzeit. Nach dieser Ausnahmeleistung schloss er die Saison mit durchschnittlich 8,1 Punkten und 3,1 Rebounds pro Spiel und warf dabei 42,5 Prozent im Drei-Punkte-Bereich.

### Oklahoma (2019–2021)
Nach seiner Sophomore-Saison wechselte Reaves nach Oklahoma und setzte die folgende Saison (Saison 2018–2019), aufgrund der NCAA-Transferregeln aus. In seinem Junior-Jahr erzielte er mit 19 Punkten, sechs Assists und fünf Rebounds eine weitere Karrierebestleistung und führte sein Team dadurch zu einem 19-Punkte-Comeback-Sieg gegen die TCU Horned Frogs und erzielte dabei den entscheidenden Siegtreffer. In seinem dritten Collegejahr erzielte er durchschnittlich 14,7 Punkte, 5,3 Rebounds und drei Assists pro Spiel und wurde in das Big 12 All-Newcomer Team gewählt. In einem weiteren herausragenden Spiel gegen die TCU erzielte er am 6. Dezember 2020 mit 32 Punkten, neun Assists und sechs Rebounds seine Saison-Bestleistung. In seinem Abschlussjahr erzielte er durchschnittlich 18,4 Punkte, 5,5 Rebounds und 4,6 Assists pro Spiel und wurde in das First Team All-Big 12 gewählt. Im März 2021 meldete sich Reaves für den NBA-Draft 2021 an und verzichtete damit auf seine verbleibende Spielberechtigung am College.

## NBA-Karriere

### Los Angeles Lakers (seit 2021)
Nachdem er im NBA-Draft 2021 nicht ausgewählt wurde, unterzeichnete Reaves im August 2021 einen Zwei-Wege-Vertrag bei den Los Angeles Lakers, der im September in einen regulären NBA-Vertrag umgewandelt wurde.
Am 22. Oktober 2021 gab er sein NBA-Debüt und erzielte bei der 115:105-Niederlage gegen die Phoenix Suns acht Punkte von der Bank.
Ein vorläufiges Saison-Highlight erreichte Reaves am 15. Dezember 2021 beim 107:104-Sieg gegen die Dallas Mavericks mit fünfzehn Punkten, bei fünf von sechs Drei-Punkte-Würfen, sieben Rebounds und dem spielentscheidenden Dreier in den Schlusssekunden der Partie.
In seiner zweiten NBA-Saison 2022/2023 etablierte sich Reaves als fester Bestandteil der Lakers-Rotation und erhöhte seine durchschnittlichen Einsatzminuten pro Spiel auf 32. Am 18. Januar 2025 erzielte er seinen bisherigen Karrierehöchstwert von 38 Punkten gegen die Brooklyn Nets. Einen Monat später erreichte Reaves mit den Lakers die Playoffs, in der sich das Team in den Conference Finals dem späteren Champion, den Denver Nuggets, geschlagen geben musste.
Im Juli 2023 einigte sich Reaves mit den Los Angeles Lakers auf einen neuen Vierjahresvertrag über 56 Millionen Dollar.

## Nationalmannschaft
Die deutsche Basketballnationalmannschaft versuchte aufgrund von Reaves' deutschen Vorfahren, ihn für das Team zu gewinnen. Reaves entschied sich jedoch dagegen. Seit dem Jahr 2023 ist er Nationalspieler im US-Basketball-Team. Mit diesem nahm er auch bei der Basketball-Weltmeisterschaft im selben Jahr teil.

## Privatleben und Familie
Reaves ist der Sohn von Nicole Wilkett und Brian Reaves. Seine Eltern haben beide College-Basketball für Arkansas State University gespielt. Sein Bruder Spencer Reaves spielte sehr erfolgreich College-Basketball für North Greenville und Central Missouri, bevor er eine Profikarriere im spanischen Verein Juaristi ISB startete. Aktuell spielt er für den Syntainics MBC in der Basketball-Bundesliga. Reaves schreibt seinem Bruder zu, sein Interesse am Basketball geweckt zu haben.
In einem Interview gab sein Bruder Spencer an, dass ihre Großmutter deutsche Wurzeln besitze. Sowohl Spencer als auch Austin bemühten sich um die Deutsche Staatsangehörigkeit.

## Karriere-Statistiken

### NBA

#### Hauptrunde
| Saison  | Team        | GP  | GS | MPG  | FG % | 3P % | FT % | RPG | APG | SPG | BPG | PPG  |
| ------- | ----------- | --- | -- | ---- | ---- | ---- | ---- | --- | --- | --- | --- | ---- |
| 2021–22 | L.A. Lakers | 61  | 19 | 23.2 | .459 | .317 | .839 | 3.2 | 1.8 | 0.5 | 0.3 | 7.3  |
| 2022–23 | L.A. Lakers | 64  | 22 | 28.8 | .529 | .398 | .864 | 3.0 | 3.4 | 0.5 | 0.3 | 13.0 |
| 2023–24 | L.A. Lakers | 82  | 57 | 32.1 | .486 | .367 | .853 | 4.3 | 5.5 | 0.8 | 0.3 | 15.9 |
| Gesamt  | Gesamt      | 207 | 98 | 28.5 | .493 | .365 | .855 | 3.6 | 3.7 | 0.6 | 0.3 | 12.4 |

#### Playoffs
| Saison  | Team        | GP | GS | MPG  | FG % | 3P % | FT % | RPG | APG | SPG | BPG | PPG  |
| ------- | ----------- | -- | -- | ---- | ---- | ---- | ---- | --- | --- | --- | --- | ---- |
| 2022–23 | L.A. Lakers | 16 | 16 | 36.2 | .464 | .443 | .895 | 4.4 | 4.6 | 0.6 | 0.2 | 16.9 |
| 2023–24 | L.A. Lakers | 5  | 5  | 34.8 | .476 | .269 | .895 | 3.8 | 3.6 | 1.4 | 0.6 | 16.8 |
| Gesamt  | Gesamt      | 21 | 21 | 35.9 | .467 | .404 | .895 | 4.3 | 4.3 | 0.8 | 0.3 | 16.9 |

## Erfolge
- 1 × NBA In-Season Tournament: 2023